# Trento Film Festival
Il Trento Film Festival (già Film Festival Internazionale di Montagna ed Esplorazione Città di Trento) è uno dei più antichi festival cinematografici italiani ancora in attività.
Ha inaugurato la propria attività nel 1952 per iniziativa del Club Alpino Italiano (CAI) e del Comune di Trento.
Si occupa di cinema che affronta tematiche di montagna, esplorazione, alpinismo, cultura montana, ambiente ed affianca al concorso incontri con il mondo alpinistico internazionale.

## Storia
Il Festival nasce nel 1952 grazie alla creatività e all'ingegno di Amedeo Costa, al tempo consigliere centrale del Club Alpino Italiano (CAI) e vice Presidente generale.
L'idea era quella di sfruttare al meglio il lavoro della "Commissione Centrale per la cinematografia montana", costituitasi nel 1946 sempre all'interno del CAI e presieduta da Guido Maggiani. La Commissione, con sede prima a Torino e poi Milano, si occupava di selezionare, catalogare e promuovere tutto quel materiale audiovisivo che rispecchiava gli ideali del CAI.
Nel corso 1952 cadeva l'80º di fondazione della SAT (Società alpinisti tridentini), e in coincidenza con la sua celebrazione si svolse anche il 64º Congresso Nazionale del CAI. Conscio dell'importanza dell'evento Amedeo Costa, coadiuvato da Rolandi, propose di indire una rassegna di film di montagna. Nacque così "Il festival del cinema di montagna Città di Trento". Il manifesto della rassegna si leggeva "C.A.I. FILM - Primo Concorso Internazionale della Cinematografia Alpina a passo ridotto. Trento 14-18 settembre 1952". Trento si dotava del primo festival nel suo genere al mondo.
Il primo comitato vedeva Amedeo Costa quale presidente, Sergio Tei vice presidente, Enrico Rossaro segretario-direttore, Mario Pedrotti, Remo Pedrotti, Enrico Stefan e Giovanni Strobele consiglieri. Essenziale fu l'appoggio del comune di Trento, socio fondatore assieme al CAI, al quale nel febbraio del 1998 si aggiunse, come socio, il comune di Bolzano.
Intensi furono i lavori di ricerca e trattative, svolti da Rolandi, che consentirono al Trento Film Festival di giovarsi della partecipazione di nomi importanti della cinematografia alpina. Oltre a Samivel (pseudonimo di Paul Marcel Gayet-Tancrède) vennero invitati alpinisti-registi di Innsbruck, Monaco di Baviera e Zurigo. Ai molti registi sconosciuti, o con poca esperienza, Rolandi riuscì ad affiancare alcuni nomi altisonanti. Dall'atletico attore-alpinista gardenese Luis Trenker (che non presentò alcun film), all'alpinista scrittore regista vicentino Severino Casara (presente con Il campanile più bello e Le Imprese di Emilio Comici); dall'operatore bolognese Mario Fantin (Abbecedario di pietra) al già nominato Savinel regista scrittore designatore (in concorso con il film Cimes et merveilles).
Da menzionare, anche se meno noti, l'austriaco Theo Hörmann presente addirittura con tre film; il belga J. Jongen; i francesi Roger Frison-Roche, George Strouvé, Jean-Jacques Languepin, Jean Michelon e Guy Poulet oltre al già citato Samivel; gli italiani Fosco Maraini, Vincenzo Gatti, Adriano Zancanella, M. Alberini, Renato Gaudioso (già storico conservatore della cineteca del CAI), Rizzotti-Depaoli, Giuseppe Marzani, Leone Donò, Renzo Zampiero, Gastone Capitano, Ghedina-Menardi oltre alle tre case di produzione Incom, Dolomiti Film, Solaria Film.
La prima rassegna fu presentata all'interno del cinema Astra, e vide la presenza di sette nazioni con 39 film. Vinse Samivel con Cimes et merveilles, premiato da una giuria trentina.

### Anni cinquanta
Dopo i primi anni di assestamento venne deciso di ampliare l'orizzonte dei contenuti. Nel 1955 il Trento Film Festival ampliò la sua offerta tematica dei film selezionati; oltre alle tematiche alpinistiche, iniziarono ad esser presentate pellicole che si soffermavano sull'analisi di popolazioni autoctone e sugli aspetti geologici del pianeta. Il Festival decise quindi di avventurarsi anche nel mondo dell'esplorazione; questa nuova sezione, attenta alle tematiche culturali ed etnoantropologiche, permise al Trento Film Festival di aumentare la spettacolarizzazione della rassegna. Venne realizzata una ricerca negli archivi cinematografici, anche retrospettiva, al fine di ampliare l'archivio del Trento Film Festival anche con pellicole classificabili in questa nuova sezione.
Solo dal 1955, e fino al 1987, la rassegna si spostò dal cinema Astra al Teatro Sociale di Trento.

### Anni settanta
Gli anni settanta vedono un'ulteriore vincente modifica: la rassegna si sposta dall'autunnale settembre-ottobre alla primavera. Tale scelta consentirà all'organizzazione di giovarsi di tutte le produzioni di spedizioni alpinistiche della stagione precedente, nonché di garantirsi la presenza degli alpinisti prima delle loro successive imprese.
Sarà il decennio della controversa vittoria di Solo, brevissimo documentario dell'americano Mike Hoover, incentrato sul rapporto tra l'uomo e la montagna. Poetica idealizzazione di questo rapporto descritto metaforicamente dal ranocchio raccolto ad inizio scalata e liberato a conclusione della stessa.

### Anni ottanta
Assieme alla rassegna cinematografica dal 1987 viene organizzata anche "Montagna Libri", che raccoglie ed espone la più recente produzione internazionale di libri e riviste sulla montagna: volumi sull'alpinismo e sugli sport montani, testi che trattano l'universo montagna come studi, ricerche e documentazioni su ambiente naturale, flora, fauna e geologia, su preistoria e storia, economia e fenomeni sociali, arte, artigianato e architettura, cultura popolare, etnografia, linguistica e folklore, ma anche opere letterarie ambientate in montagna o ispirate alla montagna.

### Anni duemila
Dal 2000 è membro fondatore della IAMF International Alliance for Mountain Film, che raggruppa i maggiori festival mondiali di cinema di montagna; attualmente conta 28 membri.
Dal 2004 al 2010 la direzione artistica è stata affidata al regista Maurizio Nichetti.
Sempre nel 2004 durante il festival viene anche assegnato il Premio Città di Imola al miglior film italiano in concorso. Il premio, istituito nel 1959, era precedentemente assegnato durante il Festival di Venezia. Attualmente la giuria di questo premio collaterale è presieduta da Reinhold Messner.
L'edizione 2010 si è svolta dal 29 aprile al 9 maggio e i partecipanti alla 58ª edizione sono stati 125.

### Presidenti e consiglio
Il Consiglio direttivo è composto da membri nominati dall’Assemblea dei Soci con a capo un Presidente. La gestione Amministrativa è controllata da un Collegio dei Revisori, i cui membri vengono nominati anch’essi dall’Assemblea dei Soci.
Fin dalla sua istituzione l’Associazione è stata guidata da 19 Presidenti. 
Elenco storico:
| Mandato   | Presidente                       | Segretario        |
| --------- | -------------------------------- | ----------------- |
| 1952-1954 | Amedeo Costa                     | Enrico Rossaro    |
| 1955-1956 | Bruno Biondo                     | René Ceccon       |
| 1957-1958 | Bruno Biondo                     | Giuseppe Grassi   |
| 1959-1962 | Marco Franceschini               | Giuseppe Grassi   |
| 1963-1965 | Silvio Belli                     | Giuseppe Grassi   |
| 1966-1967 | Mario Morghen                    | Giuseppe Grassi   |
| Mandato   | Presidente                       | Direttore         |
| 1968      | Edo Benedetti                    | Giuseppe Grassi   |
| 1969      | Renato Chabod                    | Giuseppe Grassi   |
| 1970      | Edo Benedetti                    | Giuseppe Grassi   |
| 1971      | Giovanni Spagnolli               | Giuseppe Grassi   |
| 1972      | Il festival non viene effettuato |                   |
| 1973-1974 | Edo Benedetti                    | Giuseppe Grassi   |
| 1975      | Angelo Zecchinelli               | Giuseppe Grassi   |
| 1976      | Giorgio Tononi                   | Giuseppe Grassi   |
| 1977      | Giovanni Spagnolli               | Piero Zanotto     |
| 1978      | Giorgio Tononi                   | Piero Zanotto     |
| 1979      | Giovanni Spagnolli               | Piero Zanotto     |
| 1980      | Giorgio Tononi                   | Piero Zanotto     |
| 1981      | Giacomo Priotto                  | Piero Zanotto     |
| 1982      | Giorgio Tononi                   | Piero Zanotto     |
| 1983      | Giacomo Priotto                  | Piero Zanotto     |
| 1984      | Adriano Goio                     | Piero Zanotto     |
| 1985      | Giacomo Priotto                  | Piero Zanotto     |
| 1986      | Adriano Goio                     | Piero Zanotto     |
| 1987      | Leonardo Bramanti                | Emanuele Cassarà  |
| 1988      | Adriano Goio                     | Emanuele Cassarà  |
| 1989      | Leonardo Bramanti                | Emanuele Cassarà  |
| 1990-1992 | Giacomo Priotto                  | Gianluigi Bozza   |
| 1993-1995 | Claudio Visintainer              | Gianluigi Bozza   |
| 1996-1998 | Goffredo Sottile                 | Gianluigi Bozza   |
| 1999-2002 | Claudio Visintainer              | Antonio Cembran   |
| 2003      | Italo Zandonella Callegher       | Roberto Bombarda  |
| 2004-2008 | Italo Zandonella Callegher       | Maurizio Nichetti |
| 2009-2010 | Egidio Bonapace                  | Maurizio Nichetti |
| 2011      | Egidio Bonapace                  | Luana Bisesti     |
| 2012-2017 | Roberto De Martin                | Luana Bisesti     |
| 2018-2023 | Mauro Leveghi                    | Luana Bisesti     |

### Giuria
Tra i 138 membri della giuria internazionale i più noti sono Dino Buzzati, Giulio Cesare Castello, Fernaldo Di Giammatteo, Maurice Herzog, Marcel Ichac, Fosco Maraini, Giuseppe Mazzotti, Ermanno Olmi, Samivel, Christophe Profit, Patrick Berhault, Bruno Bozzetto, Claudio G. Fava, Stefan Glowacz, Toni Hiebeler, Kurt Diemberger, Maurizio Nichetti, Maurizio Zaccaro, Siba Shakib.

## Premi del festival

### Genziana d'oro miglior film, Gran Premio "Città di Trento"
- 1952 - Cimes et merveilles, regia di Samivel
- 1953 - Mount Everest, regia di André Roch e Norman Dyhrenfurth
- 1954 - Non assegnato
- 1955 - Étoiles et Tempêtes, regia di Gaston Rébuffat e Georges Tairraz
- 1956 - Makalù 8.500, regia di Lionel Terray, Guido Magnone, Jean Franco e Pierre Leroux
- 1957 - Hommes et cimes du Pérou, regia di Lionel Terray
- 1958 - La muraglia cinese, regia di Carlo Lizzani
- 1959 - Les étoiles de midi, regia di Marcel Ichac
- 1960 - Non assegnato
- 1961 - Banditi a Orgosolo, regia di Vittorio de Seta
- 1962 - Galápagos - Landung im Eden, regia di Heinz Sielmann
- 1963 - Les océanautes, regia di Pierre Goupil
- 1964 - Eine europäische Seilschaft, regia di Lothar Brandler
- 1965 - Gora, regia di Vladislav Sleiski
- 1966 - Anatomie d'une première, regia di Jacques Ertraud
- 1967 - Sensation alpin, regia di Lothar Brandler
- 1968 - Les neiges de Grenoble, regia di Jacques Ertraud e J. Jacques Languepin
- 1969 - Fitz Roy, the first ascent of the south-west buttress, regia di Lito Tejada Flores - cortometraggio
- 1970 - Le territoire des autres, regia di François Bel, Gerard Vienne, Michel Fano
- 1971 - The last of the cuivas, regia di Brian Moser
- 1972 - Non assegnato
- 1973 - Solo, regia di Mike Hoover
- 1974 - Die Wand, regia di Lothar Brandler
- 1975 - Mort d'un guide, regia di Jacques Ertraud
- 1976 - Kangchendzoenga, Deutsch-Österreichische Kantsch Expedition, regia di Gerhard Baur
- 1977 - Belyj parochod, regia di Bolotbek Šamšiev
- 1978 - El capitán, regia di Fred Padula
- 1979 - Rose de pinsec, regia di Jacques Thevoz
- 1980 - From the ocean to the sky, regia di Michael Dillon
- 1981 - Aventure au Cervin, regia di Jean-Marc Boivin
- 1982 - Kanchenjunga, regia di Jan Piroh
- 1983 - Le concert d'Alaska, regia di Bernard Germain
- 1984 - Gaspard de la meije, regia di Bernard Choquet
- 1985 - La trace, regia di Bernard Favre
- 1986 - Tasio, regia di Montxo Armendariz
- 1987 - Les conquerants de l'impossible - Bonatti, regia di Bernard Choquet
- 1988 - The bone breaker's mountain, regia di Jeremy Bradshow e La face de l'ogre, regia di Bernard Gireaudeau
- 1989 - K2 - Sogno e destino (K2 - Traum und Schicksal), regia di Kurt Diemberger
- 1990 - Verkaufte Heimat - Brennende Lieb', regia di Karin Brandauer
- 1991 - Chasseurs des tenebres, regia di Alain Majani ed Éric Valli
- 1992 - Le seigneur des aigles, regia di Frédéric Fougea
- 1993 - Everest - Sea to summit, regia di Michael Dillon
- 1994 - La dernière saison, regia di Pierre Beccu
- 1995 - Barnabo delle montagne, regia di Mario Brenta
- 1996 - Schlafes Bruder, regia di Joseph Vilsmaier
- 1997 - Bergkristall. Paul Membrini - Ein Strahlensucher auf extremen Wegen, regia di Gerhard Baur
- 1998 - Der Besuch, regia di Karl Prossliner
- 1999 - 118 days in captivity of ice, regia di Pavol Barabáš
- 2000 - Himalaya - L'infanzia di un capo (Himalaya, l'enfance d'un chef), regia di Éric Valli
- 2001 - Antarctica.org, regia di Michel De Wouters e Annick Pippelard
- 2002 - Il popolo migratore (Le peuple migrateur), regia di Jacques Perrin
- 2003 - Your Himalayas, regia di Alberto Iñurrategi
- 2004 - La morte sospesa (Touching the Void), regia di Kevin Macdonald
- 2005 - Extremo Sul, regia di Monica Schmiedt e Sylvestre Campe
- 2006 - Conflict Tiger, regia di Sasha Snow
- 2007 - Primavera in Kurdistan, regia di Stefano Savona
- 2008 - 4 elements, regia di Jiska Rickels
- 2009 - Sonbahar, regia di Alper Özcan
- 2010 - Himalaya, le chemin du ciel, regia di Marianne Chaud
- 2011 - Summer Pasture, regia di Nelson Walker e Lynn True
- 2012 - ¡Vivan las antípodas!, regia di Victor Kossakovsky
- 2013 - Expedition to the End of the World, regia di Daniel Dencik
- 2014 - Metamorphosen, regia di Sebastian Mez
- 2015 - Coming of Age, regia di Teboho Edkins
- 2016 - La montagne magique, regia di Anca Damian
- 2017 - Samuel in the clouds, regia di Pieter Van Eecke
- 2018 - Señorita Marìa, la falda de la montaña, regia di Ruben Mendoza
- 2019 - La Grand-Messe, regia di Valéry Rosier e Méryl Fortunat-Rossi
- 2020 - A Tunnel, regia di Nino Orjonikidze e Vano Arsenishvili
- 2021 - Anche stanotte le mucche danzeranno sul tetto, regia di Aldo Gugolz
- 2022 - Gaucho Americano, regia di Nicolàs Molina

### Genziana d'oro del Club Alpino Italiano per il miglior film di montagna e alpinismo
- 2004 - La morte sospesa (Touching the Void), regia di Kevin Macdonald
- 2005 - Sur le fil des 4000, regia di Gilles Chappaz
- 2006 - Non assegnata
- 2007 - First ascent, regia di Peter Mortimer
- 2008 - Au delà des cimes, regia di Rémy Tezier
- 2009 - Himalaya terre des femmes, regia di Marianne Chaud
- 2010 - Alone on the wall, regia di Peter Mortimer e Nick Rosen
- 2011 - The Asgard Project, regia di Alastair Charles Lee
- 2012 - Verticalmente démodé, regia di Davide Carrari - cortometraggio
- 2013 - Pura Vida, regia di Pablo Iraburu e Migueltxo Molina Ayestaran
- 2014 - Sati, regia di Bartek Swiderski
- 2015 - Ninì, regia di Gigi Giustiniani e Raffaele Rezzonico
- 2016 - K2 – Touching the sky, regia di Eliza Kubarska
- 2017 - Dhaulagiri, ascenso a la Montaña Blanca, regia di Christian Harbaruk e Guillermo Glass
- 2018 - The Dawn Wall, regia di Peter Mortimer e Josh Lowell
- 2019 - La regina di Casetta, regia di Francesco Fei
- 2020 - The Wind. A Documentary Thriller, regia di Michal Bielawski
- 2021 - Holy Bread, regia di Rahim Zabihi
- 2022 - Dark Red Forest, regia di Huaqing Jin

### Genziana d'oro Premio "Città di Bolzano" per il miglior film di esplorazione o avventura
istituita nel 2006
- 2006 - Jenseits von Samarkand, regia di Thomas Wartmann e Lisa Eder
- 2007 - The prize of the Pole, regia di Staffan Julén
- 2008 - Heimatklänge, regia di Stefan Schwietert
- 2009 - Karl, regia di Valeria Allievi
- 2010 - Birdman of the Karakoram, regia di Alun Hughes
- 2011 - Pare, Escute, Olhe, regia di Jorge Pelicano
- 2012 - La nuit nomade, regia di Marianne Chaud
- 2013 - Le thé ou l'électricité, regia di Jérôme Le Maire
- 2014 - Janapar: Love on a Bike, regia di James Newton e Tom Allen
- 2015 - Valley Uprising, regia di Nick Rosen, Peter Mortimer e Josh Lowell
- 2016 - The great alone, regia di Greg Kohs
- 2017 - Diving into the unknown, regia di Juan Reina
- 2018 - The Last Honey Hunter, regia di Ben Knight
- 2019 - Bruder Jakob, schläfst du noch?, regia di Stefan Bohun
- 2020 - Sidik and the Panther, regia di Reber Dosky
- 2021 - Here I Am, Again, regia di Polly Guentcheva
- 2022 - La Panthère des Neiges, regia di Marie Amiguet e Vincent Munier

### Genziana d'oro per il miglior film di montagna
Esistente fino al 2005
- 2004 - Au sud des nuages, regia di Jean-François Amiguette
- 2005 - The Devil's Miner, regia di Richard Ladkani e Kief Davidson

### Stations
Istituita nel 2006
- 2006 - Hotel Infinity, regia di Amanda Boyle
- 2007 - Firn, regia di Axel Koenzen
- 2008 - Il neige à Marrakech, regia di Hicham Alhayat
- 2009 - Die Seilbahn, regia di Claudius Gentinetta e Franck Braun
- 2010 - Oyan, regia di Esmae'l Monsef
- 2011 - Il capo, regia di Yuri Ancarani
- 2012 - Cold, regia di Anson Fogel
- 2013 - The Hunter, regia di Marieka Walsh
- 2014 - La lampe au beurre de yak, regia di Hu Wei
- 2015 - House with small windows, regia di Bülent Öztürk
- 2016 - Last Base, regia di Aslak Danbolt
- 2017 - The Botanist, regia di Maxime-Lacoste Lebuis e Maude Plante-Husaruk
- 2018 - Imagination, regia di David Mossop
- 2019 - Stations, regia di Julien Huger
- 2020 - Then comes the evening, regia di Maja Novaković
- 2021 - One Day, regia di Jin Jiang
- 2022 - Heltzear, regia di Mikel Gurrea

### Genziana d'argento per la miglior produzione televisiva
Esistente dal 2006 al 2009
- 2006 - The Giant Buddhas, regia di Christian Frei
- 2007 - Loop, regia di Sijur Paulsen
- 2008 - Journey of a red fridge, regia di Lucian Muntean e Nataša Stankovaæ
- 2009 - Sur la piste du renne blanche, regia di Hamid Sardar

### Genziana d'argento per il miglior contributo tecnico-artistico
istituita nel 2006
- 2006 - Tameksaout, regia di Ivan Boccara
- 2007 - Am limit, regia di Pepe Danquart
- 2008 - Schafskälte, regia di August Pflugfelder
- 2009 - Racines, regia di Eileen Hofer
- 2010 - Mount St. Elias, regia di Gerald Salmina
- 2011 - Declaration of immortality, regia di Marcin Koszalka
- 2012 - La vie au loin, regia di Marc Weymuller
- 2013 - Libros y nubes, regia di Pier Paolo Giarolo
- 2014 - The creator of the jungle, regia di Jordi Morató
- 2015 - Volta à terra, regia di João Pedro Plácido
- 2016 - Bēixī móshòu, regia di Zhao Liang
- 2017 - Life in four elements, regia di Natalie Halla
- 2018 - Braguino, regia di Clément Cogitore
- 2019 - Riafn, regia di Hannes Lang
- 2020 - Sicherheit 123, regia di Florian Kofler e Julia Gutweniger
- 2021 - Die letzten Österreicher, regia di Lukas Pitscheider
- 2022 - Akeji, le souffle de la montagne, regia di Corentin Leconte e Mélanie Schaan

### Genziana d'argento per il miglior film di sport e avventura sportiva
istituita fino al 2005
- 2004 - Socialmente inutile, regia di Andrea Frigerio, ex aequo con Dolomites trance, regia di Ride the Planets
- 2005 - Erik(a) regia di Kurt Mayer

### Genziana d'argento per il miglior film d'esplorazione
istituita fino al 2005
- 2004 - Alone across Australia, regia di Jon Muir e Jan Darling
- 2005 - Giant grizzly, regia di Andreas Kieling

### Genziana d'argento per il miglior film d'ambiente montano e di promozione dello sviluppo sostenibile
istituita fino al 2005
- 2004 - Papuas, regia di Marco Preti
- 2005 - The gorillas of my grandfather, regia di Adrian Warren

### Premio speciale della giuria
- 2004 - Ergy, regia di Marat Sarulu
- 2005 - Tibet - Cry of the Snow Lion, regia di Tom Peosay
- 2006 - Zdroj - The source, regia di Martin Mareček
- 2007 - L'isola deserta dei carbonai, regia di Andrea Fenoglio
- 2008 - Daughters of whisdom, regia di Bari Pearlman
- 2009 - Ba Yue Shi Wu, regia di Xuang Jiang
- 2010 - Salt, regia di Michael Angus e Murray Fredericks
- 2011 - into eternity, regia di Michael Madsen
- 2012 - Strong - A Recovery Story, regia di Andras Hovat Kollmann
- 2013 - No hay lugar lejano, regia di Michelle Ibaven
- 2014 - Happiness, regia di Thomas Balmès
- 2015 - DamNation, regia di Ben Knight e Travis Rummel
- 2016 - My love, don't cross that river, regia di Jin Moyoung
- 2017 - Gulîstan, land of roses, regia di Zaynê Akyol
- 2018 - Köhlernächte, regia di Robert Müller
- 2019 - The Border Fence, regia di Nikolaus Geyrhalter
- 2020 - Alpinist - Confession of a cameraman, regia di Kim Minchul e Lim Il jin
- 2021 - CHADDR - A River between us, regia di Minsu Park
- 2022 - Lassù, regia di Bartolomeo Pampaloni

### Premio del pubblico per i film di fiction
- 2005 - Il Grande Nord di Nicolas Vanier
- 2006 - Dreaming Lhasa, regia di Ritu Sarin e Tenzing Sonam
- 2007 - Madeisusa, regia di Claudio Llosa
- 2008 - Stranded: I've come from a plane that crashed on mountains, regia di Gonzalo Arjion
- 2009 - Before tomorrow, regia di Madeline Piujuq e Marie Hélène Cousienau
- 2010 - Nanga Parbat, regia di Joseph Vilsmaier

### Premio del pubblico Alp&ism
Istituito nel 2007
- 2007 - Cerro Torre Ritmo latino en la cara oeste, regia di Ramiro Calvo
- 2008 - Au delà des cimes, regia di Rémy Tezier
- 2009 - Oltre la parete, regia di Elio Orlandi
- 2010 - Asgard Jamming, regia di Sean Villanueva O'driscoll
- 2011 - 180° South, regia di Chris Mallory
- 2018 - Mountain, regia di Jennifer Peedom
- 2023 - L'ultima via di Riccardo Bee, regia di Emanuele Confortin

### Premio SNGCI "Luciano Emmer"
Istituito nel 2010
Il riconoscimento viene assegnato da una giuria composta dai giornalisti del "Direttivo Nazionale del SNGCI", al lungometraggio più meritevole.
- 2010 - Nanga Parbat, regia di Joseph Vilsmaier
- 2011 - Il popolo che manca, regia di Andrea Fenoglio e Diego Mometti
- 2012 - Sister, regia di Ursula Meier
- 2013 - The Hunter, regia di Daniel Nettheim

### Premio UIAA "International Mountaineering and Climbing Federation"
Istituito come premio speciale nel 1956.
La giuria, inizialmente composta da un singolo componente, si amplia dal 1971 a due e dal 1973 si attesta a tre membri.
L'assegnazione del premio proseguirà, tranne una pausa nel 1994, fino al 2002. La giuria dell'ultima edizione, composta da Gigliotti, Kurt Diemberger e Jean Davis Mac Nought, premiò Heinz Zak con l'opera Bellavista.
- 1956 - Grand paradis, regia di Samivel
- 1957 - Disteghil, regia di Alfred Gregory
- 1958 - Les montagnes de la lune, regia di Pierre Bernard
- 1959 - Eiger Nordwand, regia di Gorter Wolfgang ed Edmund Geer
- 1960 - Voyage sans retour, regia di Micheline Rambaud
- 1961 - Der Adler von sion, regia di Gorter Wolfgang ed Edmund Geer
- 1962 - Snepyramiden, montagna artica, regia di Mario Fantin
- 1963 - La sfida all’Alpamayo (Andesu no hyoheki n'idomu), regia di Keyi Fukuhara
- 1963 - Monte Bianco 1827, regia di Piero Nava - cortometraggio
- 1964 - Come nascono le Dolomiti, regia di Giulio Mandelli
- 1965 - La fôret - Pourquoi?, regia di August Kern
- 1966 - Le conquerant de l’inutile, regia di Chac Marcel
- 1967 - Dwoch, regia di Jerzy Surdel - cortometraggio
- 1968 - Le pilier du Freney, regia di René Vernadet e René Desmaison
- 1969 - Ecoles d’alpinisme, regia di Bertholet Denis
- 1970 - Jirishanca - Il Cervino delle Ande, regia di Riccardo Cassin
- 1971 - Ritorno ai monti, regia di Ernst Pertl - cortometraggio
- 1973 - L'eclair - Der Blitz, regia di Lothar Brandler
- 1974 - Ski aux limites de l'oxigene, regia di Sylvain Saudan
- 1975 - A record of human being at the extremities of Mt. Everest, regia di Kazuo Nakamura
- 1976 - L'accidenté de montagne, regia di René Vernadet
- 1977 - La voie des fadas, regia di Raymond Barrat
- 1978 - Mezhdu nebom i zemljoj, regia di Piotr Peters
- 1979 - Free climb - The northwest face of half dome, regia di Robert Godfrey - cortometraggio
- 1980 - Operation survie solitaire huascaran - 60 jours à 6700 m d'altitude, regia di Nicolas Jaeger
- 1981 - K2: la montagne inachevee, regia di Dominique Martial
- 1982 - Ama Dablam - La montanya sagrada dels Xerpes, regia di Jordi Pons Sanjines
- 1983 - Les noces de glace, regia di Michel Strobino
- 1984 - Solo ascent, regia di Duncan McLachlan
- 1985 - Les falaises de l'ocean, regia di Gilles Sourice
- 1986 - Little Karim, regia di Laurent Chevallier
- 1987 - Cumbre, regia di Fulvio Mariani
- 1988 - L'eau, source de vie, regia di Mac W. Schneider - cortometraggio
- 1989 - Over the edge, regia di Kathryn Johnston e Iain Stobie - cortometraggio
- 1990 - Cerro Torre South Face, regia di Bostjan Korbar
- 1991 - El Capitan's courageus climbers, regia di John Bianco
- 1992 - Blu Patagonia, regia di Ermanno Salvaterra
- 1993 - La vie suspendue, regia di Thierry De l'Estrade e Milka Assaf
- 1994 - Non assegnato
- 1995 - La maitresse du vide, regia di Jean Afanassief
- 1996 - Infinito Sud, regia di Ermanno Salvaterra
- 1997 - White - Out solo dans les 80.emc, regia di Romolo Nottaris
- 1998 - Tout la haut, regia di Jean-Gabriel Leynaud
- 1999 - Ganek, regia di Miroslaw Dembinski
- 2000 - Pamir Alay - Climbing big wall 1999, regia di Lorenzo Pevarello
- 2001 - Karakorum ogre, regia di Thomas Huber
- 2002 - K2 - Il grande sogno, regia di Carlo Alessandro Rossi
- 2017 - Annapurna III – Unclimbed, regia di Jochen Schmoll
- 2018 - The Dawn Wall, regia di Peter Mortimer e Josh Lowell